# Hans Friedrich von Dörnberg
Freiherr Hans Friedrich August von Dörnberg (* 24. April 1755 in Kassel; † 10. Februar 1803) war ein deutscher Jurist und landgräflicher Kammerherr sowie Kriegs- und Domänenrat.

## Leben

### Herkunft und Familie
Hans Friedrich August von Dörnberg entstammte dem Geschlecht der Freiherren von Dörnberg, das zum evangelischen hessischen Uradel gehörte. Von 1732 an hatten die von Dörnberg das Hofamt des Erbküchenmeisters (Erbhofmeisters) von Hessen-Kassel inne. Er war der Sohn des Wolfgang Ferdinand von Dörnberg (1724–1793) und dessen Gemahlin Caroline Dorothea von und zu Loewenstein (1728–1788). 1791 heiratete er Sophie Wilhelmine Schenck zu Schweinsberg.

### Wirken
Hans war im Alter von 12 Jahren Page bei der landgräflichen Prinzessin Maria von Hessen-Kassel. 1773 besuchte er das Collegium Carolinum in Kassel und studierte später an der Georg-August-Universität Göttingen Rechtswissenschaften. Landgraf Friedrich II. ernannte ihn zum Kammerjunker und Assessor der Kriegs- und Domänenkammer in Kassel. 1788 erhielt er vom Landgrafen Wilhelm I. die Ernennung zum Wirklichen Kammerherrn. Damit nahm er ein wichtiges Hofamt ein. Im September 1798 legte er seine Hofämter nieder, trat in Treysa die Stelle eines ritterschaftlichen Steuer-Ober-Einnehmers an und wurde Mitglied der Steuerberichtigungskommission.

### Mitgliedschaften
1777 wurde er Mitglied der Gesellschaft der Altertümer, die Landgraf Friedrich II. in Kassel gegründet hatte.

### Schriften
- Zur Geschichte des Schlosses Hausen in Hessen
- Landgraf Heinrich III. zu Hessen, und sein Kanzler Johannes Steyn
- Hans von Dörnberg, kein Vergifter
- Von des weiß Kuniges Schwert